# Mesarmadillo buddelundi
Mesarmadillo buddelundi är en kräftdjursart som beskrevs av Richardson1909. Mesarmadillo buddelundi ingår i släktet Mesarmadillo och familjen Eubelidae. Inga underarter finns listade i Catalogue of Life.